# Pornografisk tidning
En pornografisk tidning eller porrtidning är en tidskrift som har fokus på pornografiska bilder. Ofta innehåller den dessutom artiklar om lättare saker samt ibland även sensationsreportage. Det är en glidande skala från rena porrtidningar och pornografisk inriktade herrtidningar över till herrtidningar med lite eller inget naket material. Oftast är målgruppen för en porrtidning heterosexuella män, men det finns undantag.

## Historik
Pornografiska tidningar har förekommit åtminstone sedan 1900-talets början, och på 1920-talet startade i USA traditionen med så kallade Tijuana Bibles (porr i serieform). En mer modern typ av porrtidningar började etableras årtiondena efter andra världskriget, när publikationer som de mjukpornografiska Playboy (1953) och Penthouse (1965) och senare den hårdpornografiska Hustler (1974) kunde grundas och spridas mer allmänt.

### Sverige och Danmark
Under 1940- och 1950-talet växte i Europa och Nordamerika genren pinup-tidningar i omfång. I Sverige fanns titlar som Cocktail, Top Hat och Pin-up, med lättklädda kvinnor på omslaget och en blandning av noveller, korsord och mer utmanande bilder inuti tidningen.
Sverige och Danmark tillhörde länderna med betydande utgivning av porrtidningar, bland annat via Private (grundad av Berth Milton Sr., övertagen av sonen Berth Milton Jr.) respektive Color Climax. Den danska legaliseringen av textpornografi 1967 och bildpornografi 1969 skedde, enligt forskaren Bert Kutchinsky, som en direkt följd av en växande produktion tidigare under 1960-talet. Efter legaliseringen stannade delvis expansionen av, efter att mångas första nyfikenhet lagt sig.
Under 1960-talet förändrade de tre ledande tidskrifterna för herrar Lektyr, FIB aktuellt och Se sin inriktning, mot en marknad som attraherades av bilder på allt mer avklädda fotomodeller. Samtidigt etablerades begreppet herrtidning med betoningen på herr ("för herrar"). Folket i Bild (köpt 1962 av Åhlén & Åkerlunds Förlag) slogs 1963 ihop med Aktuellt för Män (sedan 1961 namnet på förutvarande Levande Livet) under det nya namnet FIB-aktuellt. Alla tidningarna började integrera bildserier med lättklädda och allt mer avklädda (unga) kvinnor, och tidningarna fick under 1970-talet en alltmer pornografisk accentuering av (delar av) innehållet.
Begreppet hårdporr myntades 1965, och 1971 släpptes pornografin fri i Sverige Detta innebar en fortsatt utveckling mot rent hårdpornografiskt innehåll. Med Aktuell Rapport (lanserad 1978) fortsatte den utvecklingen. Reportagematerialet fick samtidigt en mer sensationsbaserad inriktning. Det sensationsinriktade innehållet spreds nu också i andra tidningar som Veckans Brott och Kriminaljournalen. I slutet av 1970-talet växte kritiken från kvinnorörelsen mot detta, efter ett tidigare mer sex-liberalt samhällsklimat.
Samtidigt som dessa veckomagasin förändrade inriktning, utvecklades floran av rena porrtidningar. Dessa, med namn som Paff, Piff och Private (ej svensk text), hade en dold (till en början olaglig) spridning och var tryckta i mindre format. Den första pornografiska tidningen riktad till en kvinnlig målgrupp kan ha varit den svenska Expedition 66. Denna kortlivade publikation – den kom endast i fyra nummer – startades 1966 av den feministiska debattören Nina Estin.
De länge stora upplagorna hos (de omvandlade) herrtidningarna sjönk under 1980- och 1990-talen, delvis under konkurrens från nya medier som video och Internet.